# Он (рассказ)
«Он» (англ. He) — рассказ американского писателя Говарда Филлипса Лавкрафта написанный в августе 1925 году. Впервые опубликован в журнале «Weird Tales» за сентябрь 1926 года.

## Сюжет
Весь мир суть не что иное, как порождение нашего воображения, это, да позволено будет сказать, дым нашего интеллекта. Не простецам и посредственностям, но лишь мудрецам дано затягиваться и выпускать клубы этого дыма, подобно курильщикам превосходного виржинского табака.
Рассказчик посещает ночью старый квартал Нью-Йорка в поисках вдохновения, он бродит среди лабиринтов старинных улиц, крутых аллей (англ. Curving alleys), дворов, площадей, причалов, высоток с черными вавилонскими башнями. Пройдя Гринич-Виллидж он встречает старика в одежде 18-го века, который предлагает ему провести особую экскурсию. Как позже выяснилось этого района нет ни на одной карте.  
Район выглядит старомодным: масляные фонари со свечами, жуткие дворы, закоулки во тьме. Переулок вздымался в гору гораздо круче, чем возможно в этой части Нью-Йорка. Старец привел его в свой старинный дом и начал рассказ о его предках. Говорил он на старом диалекте.
Cквайр узнал секрет путешествий во времени от индейцев из Сартена (англ. Sartain) в 1768 году. Ритуал уходил корнями к их красным предкам (англ. Red ancestors) и голландцу, жившему во времена Генеральных Штатов. Сквайр убил индейцев дав им «чудовищно плохой ром». Старец предупредил, что нужно соблюдать полную тишину, а иначе рассказчик обратиться в каменную статую. Движением руки некромант (англ. Necromancer) изменил пейзаж в окне:
Я увидел воды Гудзона, а в отдалении, я видел губительные блики обширной солончаковой топи (англ. Vast salt marsh), усеянной пугливыми светляками. Затем разверзлась преисподняя (англ. Pandaemoniac sight), где в воздухе кишели непонятные летающие объекты. Под ними раскинулся сумрачный адский город (англ. Hellish black city) с вереницами огромных каменных башен и пирамид, в богохульной ярости стремящихся в подлунную высоту, и в бесчисленных окнах пылали сатанинские огни. И, скользя взглядом по омерзительным галереям (англ. Aërial galleries) я увидел жителей этого города: желтокожих, косоглазых, облаченных в оранжевые и красные одежды. Они плясали, как сумасшедшие, под бой барабанов, грохот кротала, стон труб, чьи вихри вздымались и падали как волны необитаемого асфальтового моря. Глядя на эту картину, я мысленно представлял нечестивую какофонию звуков в городе-трупе (англ. Corpse-city). 
Рассказчик закричал напугав старика. Следом по лестнице послышались шаги орды босых или обутых в мокасины ног. Старик кричал, что он не травил ром, что они сами упились до смерти, а сквайр не виноват! Индейцы пришли, чтобы отомстить сквайру, то есть старцу. Дверь разнес в щепки томагавк. Далее произошло невероятное:  
В комнату просочился колоссальный бесформенный поток, черной как смоль субстанции, усеянный блестящими злобными глазами. Старик съежился и почернел, его тело превратилось в смолу, что устремилась к его голове которая злобно смотрела на рассказчика и пыталась доползти до него. Она сомкнулся вокруг головы, поглотив ее бесследно, и унесла невидимое бремя обратно в чернеющий проем двери и вниз по невидимой лестнице. Пол не выдержал и я, задыхаясь, рухнул вниз, в комнату, черную как ночь, давясь паутиной и полумертвый от страха. Меня миновал черный поток с горящими в нем неисчислимыми злобными глазами. Он искал подвальную дверь и, найдя ее, в ней исчез. 
Рассказчик очнулся во дворе Перри-стрит. Он так и не нашел путь назад ибо город мертв и полон неизъяснимых ужасов. 

## Персонажи
- Рассказчик

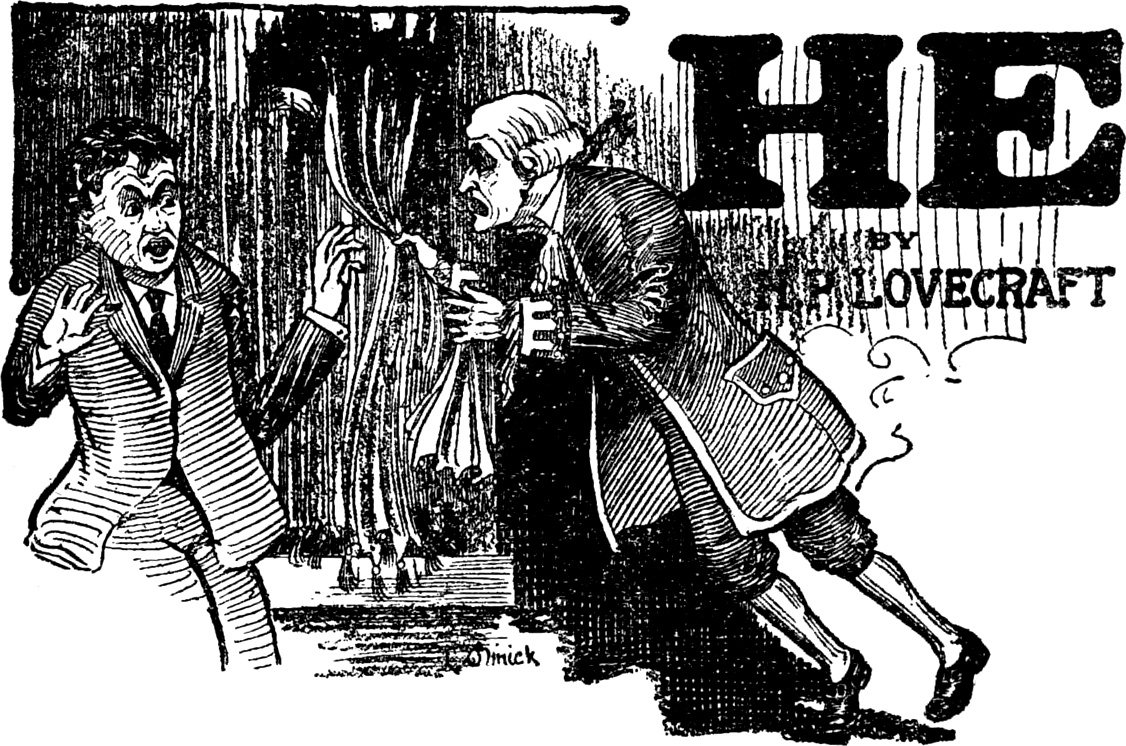
Титульный лист рассказа в «Weird Tales», сентябрь 1926 г. Иллюстрация Г. О. Олиник

Рассказчик — поэт, голубоглазый чужестранец, приехал из далекой деревушки Новой Англии. Испытывал тягу к старине, сочинив несколько стихов по ходу путешествия. Он искал вдохновение на улицах старого Нью-Йорка и Гринич-Виллидж, который избрали себе пристанищем поэты и художники.
- Он

Он (англ. He) — некромант, худой старец, мертвенно-бледен. Звук его голоса был необычайно тихим, словно бы замогильным, однако не слишком глубоким. Его лицо было привлекательным. Что-то в нем пугало почти в той же мере, как и притягивало, вероятно, излишняя бледность или невыразительность. Человек с познаниями в истории минувших веков. Одет в широкополую шляпу, старомодный плащ и перчатки. Его костюм времен одного из английских Георгов от волос, заплетенных в косичку, и плиссированного кружевного воротника, вплоть до кюлотов, шелковых получулок и украшенных пряжками туфель. У него были желтые клыки, а глаза излучали странны свет. Индейцы отсекли ему голову, но она еще оставалась жива. 
- Краснокожие индейцы

Краснокожие индейцы (англ. Red Indians) — полудикие полукровки краснокожих индейцев, которые обладали секретом долгой жизни и путешествий в пространстве-времени. В 1768 году они встали лагерем не далеко от поселения и посещали участок земли, окружающий один из домов, в ночь полнолуния. На протяжении лет они каждый месяц перебирались украдкой через стену и творили какие-то ритуалы. Сквайр разрешил им доступ на свою землю в обмен на тайну. В финале они появляются как призраки или омерзительный черный поток с горящими в нем неисчислимыми злобными глазами.

## Вдохновение

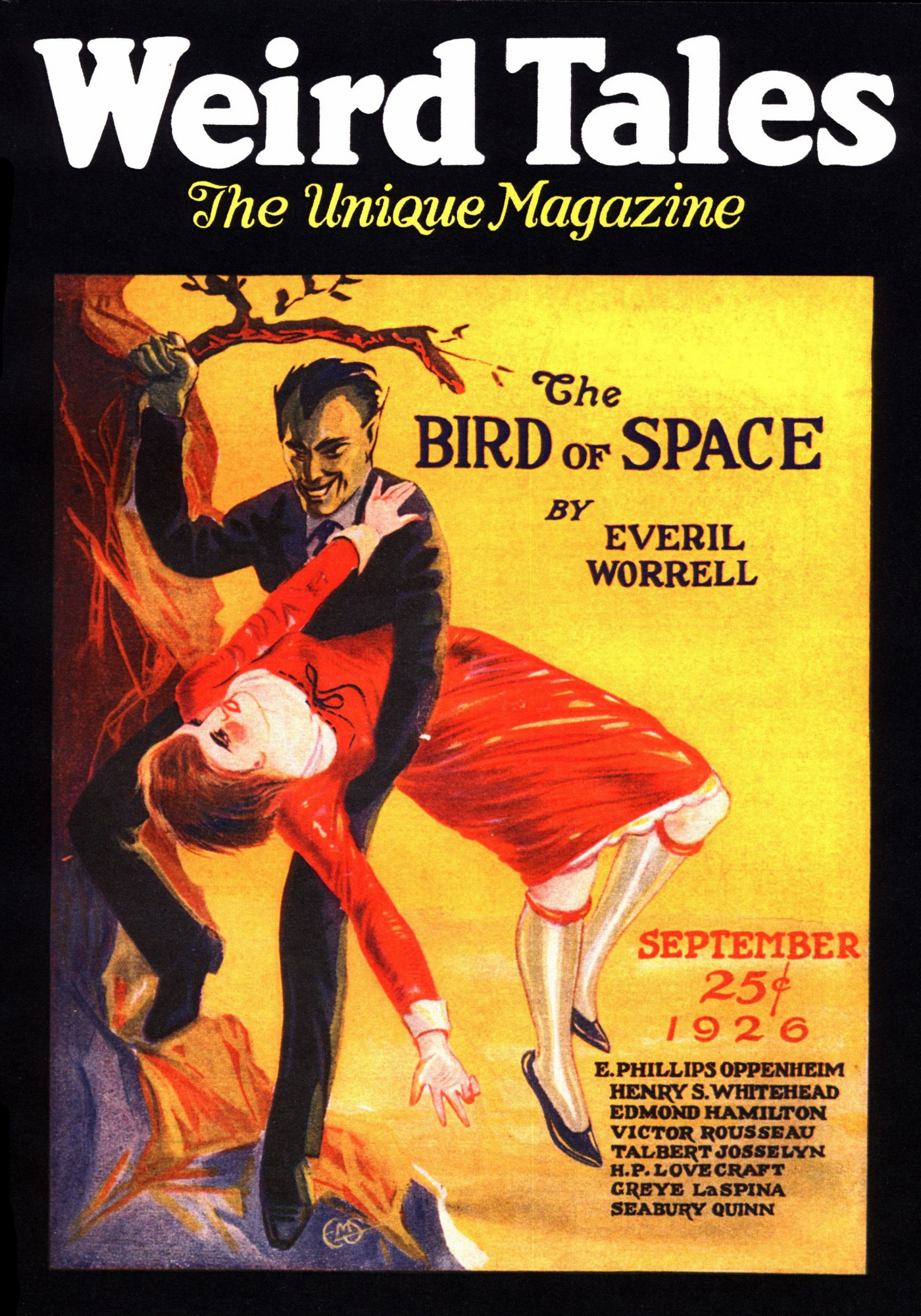
Weird Tales (сентябрь 1926 года, том 8, № 3) рисунок «Космической птицы » Эверила Уоррелла

Предлагаемая литературная модель «Он» — «Хроники Родригеса» лорда Дансени, в которых волшебник отображает видения прошлых и будущих войн в последовательных окнах. Кларк Эштон Смит в рассказе «Возвращение чародея» (1931) описал некроманта, которого убило призванное им существо, но его голова осталась жива.     
Главный герой напоминает музыканта из рассказа «Музыка Эриха Цанна» или художника из рассказа «Модель для Пикмана». Сквайр узнал секрет перемещения во времени у индейцев, которые исполняли танец на холме — что очень похоже на Танец памяти, который исполняли боги в рассказе «Иные боги». Описание индейцев похоже на народы Страны снов из произведений: «Карающий Рок над Сарнатом», «Селефаис» и «Сомнамбулический поиск неведомого Кадата».      

## «Страна Лавкрафта»
Лавкрафт впервые описывает Нью-Йорк в рассказе «Ужас в Ред Хуке», но здесь впервые дает описание старинного района в Нью-Йорке:
Я увидел город с моста на закате — величественный город и его отражение в воде: все эти фантастические шпили крыш и постройки, схожие с древними пирамидами, выступающие из лилового тумана, как экзотические соцветия, дабы открыть свою красу облакам, пылающим на закатном небосклоне, и звездам первенцам ночи. Вспыхивал свет в окнах и кивали фонари, мелодия рожков сливалась в странной гармонии, и город наполнила феерическая музыка и он сам стал грезой. Грезой о чудесах Каркассона, Самарканда, Эльдорадо и прочих величественных, сказочных городах. Я блуждал по столь милым воображению моему старинным улицам, узким, кривым проулкам и переходам, огражденных красными кирпичными домами в архитектурных стилях 18-начала 19 веков, где окна мансард, мерцая огнями, косились на минующие их изукрашенные кареты и позолоченные экипажи. Однако дневной свет поставил все на свои места, обнаружив окружающие запустение и убожество. Куда ни кинь взгляд — всюду был только камень, он взмывал над головой огромными башнями и стлался под ноги булыжником тротуаров и улиц. Я будто очутился в каменном мешке. 
Лавкрафт написал рассказ после ночной экскурсии по Старому Нью-Йорку. В 7 часов утра следующего утра Лавкрафт на пароме прибыл в Элизабет, штат Нью-Джерси, где он купил блокнот за 10 центов, куда записал историю о Скотт-парке Элизабет. Лавкрафт переехал в Нью-Йорк в марте 1924 года ради недолгого брака с Соней Грин. Он вернулся в Провиденс, штат Род-Айленд, в апреле 1926 года, где развил полное отвращение к Нью-Йорку. Считается, что вступление рассказа в значительной степени автобиографично и выражает собственные чувства Лавкрафта к городу:
Мои приезд в Нью-Йорк был ошибкой: я искал здесь необычайных приключений, удивительных тайн, восторгов и душевного подъёма от заполненных людьми старинных улочек, что выбегали из недр заброшенных дворов, площадей и портовых причалов и, после бесконечных блужданий вновь терялись в столь же заброшенных дворах, площадях и портовых постройках, или среди гигантских зданий современной архитектуры, угрюмыми вавилонскими башнями, стремящихся ввысь. Вместо этого я пережил лишь ужас и подавленность. Они угрожали завладеть мной, сломать мою волю, уничтожить меня.
Отвращение Лавкрафта к Нью-Йорку во многом связано с его расистскими взглядами, которые также отражены в рассказчике «Он»:
Бурлящие толпы на улицах, напоминавших каналы, были мне чужды: все эти крепко сбитые незнакомцы, с прищуренными глазами на жестоких смуглых лицах, трезвые прагматики, не отягощенные грузом мечтаний, равнодушные ко всему окружающему. Город способен сохранить в себе черты старого Нью-Йорка, он фактически мертв, все проблески жизни покинули его, а его распростёртый труп дурно набальзамирован и заселен странными существами, в действительности не имеющими с нами ничего общего.
Суд на Перри-стрит в Гринвич-Виллидж действительно существует; Лавкрафт узнал о его существовании в статье в New York Evening Post от 29 августа 1924 года. Дом незнакомца, по-видимому, основан на особняке в том квартале, ограниченном Перри, Бликер, Чарльзом и 4-й Западной улицей, построенном ещё в 1744 году и снесенном в 1865 году.

## Связь с другими произведениями
В рассказе «Склеп» появился потусторонний особняк из прошлого.
В рассказе «Музыка Эриха Цанна» описан старинный район города во Франции, которого нет на картах.
В рассказе «Иные Боги» описан Танец луны, который исполняли в древности племена.
В рассказе «Показания Рэндольфа Картера» описано древнее кладбище, к которому никто не знал дорогу.
В рассказе «Праздник» описан город призрак из прошлого.
В рассказе «Серебряный ключ» сновидец Рэндольф Картер бродя по Стране снов обретает способность путешествовать во времени.
В рассказе «Модель для Пикмана» описан старинный район Бостона, которого нет на картах.
В рассказе «Обитающий во Тьме» описана древняя церковь, которую не видят другие горожане.